# عایشه‌گل ایشسیور
عایشه‌گل ایشسیور (Ayşegül İşsever)، (متولد ۲۰ سپتامبر ۱۹۶۲، آنکارا)، بازیگر زن اهل ترکیه است. او در سال ۲۰۱۱ میلادی در فصل دوم اسمش را فریحا گذاشتم در نقش «هولیا» مادر «لیلا»، (توغبا ملیس ترک) شرکت داشت. او هنرمند تئاترهای شهر استانبول است و از ۱۹ نوامبر ۲۰۲۱، او مدیر هنری کل تئاترهای شهر استانبول بوده است.